# NOAAS Oregon II (R 332)
Le NOAAS Oregon II (R 332) est un navire de recherche halieutique de la flotte de la NOAA (National Oceanic and Atmospheric Administration) et plus spécifiquement du service de la National Marine Fisheries Service (NMFS) depuis 1977. Avant sa carrière à la NOAA, il avait été livré au Bureau de pêche commerciale de l'United States Fish and Wildlife Service commerciale en 1967 et a été transféré à la NOAA en 1970 et mis en service qu’en 1977.

## Historique
Oregon II a été construit pour le US Fish and Wildlife Service au chantier naval Ingalls de Pascagoula dans le Mississippi. Le navire a été lancé en février 1967 et livré au Bureau des pêches commerciales de l'United States Fish and Wildlife Service en août 1967, mais n'a pas été mis en service. Lorsque la NOAA a été créée le 3 octobre 1970, il a été intégré à sa flotte et a finalement été mise en service le 17 mars 1977.

### Caractéristiques et capacités
Oregon II est équipé en tant que chalutier à crevettes, palangrier, filet maillant, nasse et drague. Il possède un treuil hydraulique pour pêche à la senne avec une traction maximale de 13,6 tonnes et une capacité d'enroulage de 1.366 mètres de câble métallique de 14,3 mm sur deux outrigger pour le chalutage. Il possède également deux treuils hydrographiques avec câble de 8,2 mm, un treuil hydraulique de 1,3 tonne et une capacité d'enroulage de 3.000 mètres, et un treuil électrique d'une capacité de 4.000 mètres. Il dispose également d'un treuil hydraulique autonome MOCNESS (en) pour la collecte de zooplancton et de necton d'un poids à la traction maximum de 1,3 tonne et d'une capacité d'enroulage de 2.430 mètres. Il est équipé d'une grue rotative à flèche télescopique d'une capacité de levage de 1,3 tonne, d'une grue rotative d'une capacité de levage de 2,7 tonnes et d'un bâti en J d'une charge maximale d'utilisation de 3,5 tonnes.
Oregon II a diverses capacités de laboratoire : Un laboratoire humide de 25,5 m² est situé à l'arrière sur son pont principal, un laboratoire de biologie de 9.3 m², un laboratoire informatique de 7 m² et un laboratoire d'hydrographie de 19.5 m². Il possède un congélateur scientifique.
L'Oregon II est équipé d'un bateau de sauvetage de 5,5 mètres équipé d'un moteur de 90 chevaux et pouvant transporter six personnes. Son équipage comprend une équipe de plongée composée de quatre membres.
Oregon II a fait l’objet d’une mise à niveau au cours de laquelle il a reçu un nouvel équipement électronique de détection du poisson, des capteurs environnementaux, ainsi que du matériel électronique pour la manipulation sur les ponts. Ses laboratoires et ses espaces de vie ont été réaménagés, ses moteurs principaux de Fairbanks-Morse d'origine ont été remplacés par de nouveaux moteurs Caterpillar plus puissants, et un propulseur d'étrave a été ajouté pour améliorer ses capacités de maintien à poste et de manœuvre des navires.

### Service
Organisé par le Bureau des opérations maritimes et aéronautiques de la NOAA, Oregon II mène des études sur les ressources halieutiques et marines vivantes à l’appui des recherches menées par le laboratoire du National Marine Fisheries Service (NMFS) à Pascagoula. Il exerce normalement ses activités dans le golfe du Mexique, l'océan Atlantique au sud est des États-Unis et la mer des Caraïbes.
Les projets d’ Oregon II comprennent des relevés estivaux et automnaux de poissons de fond, des relevés estivaux à la palangre de requins et des relevés de l’ichtyoplancton, des mammifères marins et des poissons de récif corallien. Il mène annuellement une enquête sur le bar rayé et le marquage effectué par le laboratoire du NMFS à Beaufort, en Caroline du Nord.
En août 1998, Oregon II est devenu le premier navire du gouvernement des États-Unis à faire escale à La Havane (Cuba) depuis que Fidel Castro a pris le contrôle du pays en 1959. Il s’est rendu à Cuba pour participer avec une équipe de la NOAA à une enquête sur les requins en des eaux territoriales cubaines pour aider à déterminer les schémas de migration des requins dans les eaux des États-Unis, de Cuba et du Mexique. Son travail à Cuba complète les travaux similaires effectués dans les eaux mexicaines.
Le 28 février 1999, Oregon II se trouvait à 46 km de Cap Canaveral, à destination de Pascagoula quand il a aperçu deux hommes et une femme accrochés à un petit bateau de pêche chaviré. Les trois personnes n'avaient été en mesure d'envoyer aucun signal de détresse, restant dans l'eau pendant environ cinq heures et commençant à souffrir d'hypothermie et risquant réellement de périr la nuit à venir, lorsque Oregon II les a secouru. Ils ont été transférés vers un cotre de l'United States Coast Guard, qui les a ramenés à terre.
Lorsque la NOAA a abandonné le navire de recherche halieutique NOAAS John N. Cobb (R 552) en août 2008, l'Oregon II est devenu le plus ancien navire de la flotte de la NOAA. Il a franchi une étape décisive le 27 juillet 2012 en quittant Pascagoula pour sa 300e campagne de recherche, une évaluation annuelle des populations de vivaneaux et de requins dans le golfe du Mexique et l'océan Atlantique occidental. À ce moment-là, il avait parcouru 10.000 jours en mer et plus de 1 850 000 km.

### Distinction

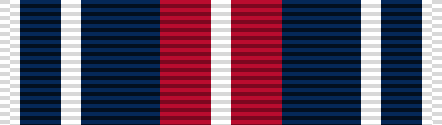
Médaille d'or du Département du commerce 1999

Lors d'une cérémonie tenue à Washington, en 1999, Oregon II a reçu la Médaille d'or du département du Commerce des États-Unis pour "service public ou héroïsme" pour ses efforts de sauvetage au large de la Floride le 28 février 1999 : Le navire NOAA OREGON II est reconnu pour le sauvetage de deux hommes et d'une femme dont le bateau de 25 pieds a chaviré par gros temps au large des côtes de la Floride. Au moment où l'ORÉGON II les a trouvés, les malheureux marins étaient dans l'eau depuis environ cinq heures et avaient commencé à subir les effets débilitants de l'hypothermie. La nuit tombant, et le navire dérivant impuissant dans le Gulf Stream et les autorités ignorant leur situation ou leur position, les trois auraient presque sûrement péri sans la surveillance vigilante et les efforts de sauvetage rapides de l'ORÉGON II.

## Flotte de la National Marine Fisheries Service
La National Marine Fisheries Service (Service national de la Pêche maritime) est un organisme fédéral des États-Unis. C'est une division de la National Oceanic and Atmospheric Administration (NOAA) elle-même dépendante du département du Commerce des États-Unis. Le NMFS est responsable de l'intendance et de la gestion de ressources marines au sein de la zone économique exclusive des États-Unis, qui s'étend vers le large à environ 370 kilomètres de la côte.

### Note et référence
- (en) Cet article est partiellement ou en totalité issu de l’article de Wikipédia en anglais intitulé « NOAAS Oregon II (R 332) » (voir la liste des auteurs).